# Kedunglo
Kedunglo is een bestuurslaag in het regentschap Purworejo van de provincie Midden-Java, Indonesië. Kedunglo telt 2071 inwoners (volkstelling 2010).